# كورفيت C28A
كورفيت C28A هو نوع من كورفيت الثقيلة الشبحية إزاحة 2800 طن ينتمي إلى القوات البحرية الجزائرية، يتم بناؤها في الصين من قبل المؤسسة الحكومية الصينية لبناء السفن CSSC في في حوض بناء السفن هودونغ-تشونغ هوا في شنغهاي.طول سفينة 120 مترا وعرضها 14.4 مترا، الطلبية تضم 3 سفن C28A مع وجود خيار ل 3 آخرين من نفس النوع تصنع في الجزائر، ومن المقرر تسليم أول وحدة لصيف 2015

## تصميم

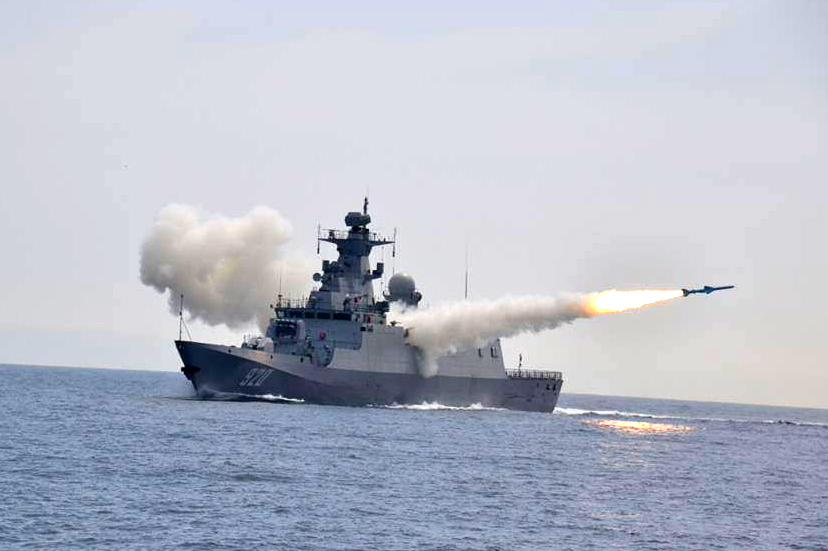
تمرين على الكورفيت من فئة C28A من البحرية الجزائرية في العام 2016.

تهجير C28A حوالي 2880 طن القياسية و 3000 طن حمولة كاملة. ويتكون نظام الدفع من أربعة MTU محركات الديزل.
السفينة ويتميز تصميم مع رادار بالقرب من سطح البحر ويجمع هذا مع مادة ماصة للرادار للحد من توقيع الرادار. ليس هناك أبراج للعادم. بدلا من ذلك، عادم الديزل بالقرب من الماء للحد من التوقيعات الأشعة تحت الحمراء.
ومن المتوقع أن تكون السرعة القصوى حوالي 30 عقدة . بدن ديه مجموعتين من مثبتات الزعنفة فضلا عن عارضات القعر الآسن.

## نظام القتال
نظام قتال C-28A هو الصيني إلى حد كبير مع استثناء من تاليس الذكية-S MK2، ويرتبط وحات المفاتيح مشغل متعدد الوظائف مجموعة Tacticos، وصلات بيانات، وأجهزة المرتبطة بها. تتكامل أربعة مع نظام إدارة مكافحة الموفر (CSTC CMS).

### التسلح
وقد تم تجهيز السفينة مع مدفع بحري 76 ملم NG-16-1 ، داخل برج مع انخفاض تصميم المقطع العرضي الرادار . مع قدرة للاشتباك مع الأهداف السطحية وكذلك الطائرات.
وC28A يحمل HQ-7 صواريخ دفاع جوي قصيرة المدى البحرية ثماني خلايا FM90 قاذفة. والصاروخ ذو مدى من 700 م إلى 15 كم، ويوفر التوجيه المشترك من قبل قيادة والكهربائية الضوئية .
يحمل السفينة أيضا C-802A الصواريخ المضادة للسفن في منصتين رباعية الإطلاق، فإنه يمكن أن تستهدف السفن داخل نطاق 280Km. و2 × 3 324 مم قاذفات الطوربيدات.
اثنين من سبعة 30 ملم نوع 730 CIWS توفر إغلاق في الدفاع، فوق كل حظيرة. كل بندقية لديه الحد الأقصى لمعدل نار 4600 ~ 5800 طلقة / دقيقة.

### المضادة الإلكترونية
هي شرك نظام قاذفة الرقمية على جانب السفينة ويتكون من اثنين من قاذفات الصواريخ. كل قاذفة لديه 18 أنابيب مرتبة في ثلاثة صفوف ستة أنبوب. عادة يتم التحكم اطلاق النار تلقائيا من قبل النظام بيانات القتالية، ولكن يتم توفير وحدة التحكم اليدوي أيضا.
الدور الرئيسي هو إطلاق القشر والشراك الخداعية. ومع ذلك، غير معتادة، قد تطلق أيضا صواريخ ASW (ضد الغواصات والطوربيدات، والضفادع البشرية)، وحتى استخدامها لقصف الشاطئ.
كما يحمل C28A نظام ESM.

### أجهزة الاستشعار
وقد تم تجهيز السفينة مع سمارت-S MK2 للمراقبة الجوية والسطحية البعيدة المدى 3D المتعدد الحزم الرادار PESA المصممة من قبل شركة تاليس هولندية، مع أقصى مدى من 250 كم.
اثنين من الرادارات والملاحة التي يعتقد أن تكون كلفن هيوز الرادارات SharpEye. وبالإضافة إلى ذلك استهداف الثانوي رادار البحث الجوي.
واحدة 345-type السيطرة على الحرائق الرادار النظام المستخدم لتوجيه صواريخ FM90N . و2 347-type رادار مراقبة الحرائق استخدامها لتوجيه نوع 730 CIWS. وانها مجهزة أيضا مع السونار الصينية الأصل محمولة على بدن .

## السفن
| الاسم  | الترقيم | حوض البناء                         | أول طفو       | دخلت الخدمة | الحالة           |
| ------ | ------- | ---------------------------------- | ------------- | ----------- | ---------------- |
| الظافر | 920     | هودونغ-تشونغهوا لبناء السفن شنغهاي | 15 أغسطس 2014 | 2015        | نشط              |
| الفاتح | 921     | هودونغ-تشونغهوا لبناء السفن شنغهاي | 6 فبراير 2015 | 2016        | نشط              |
| الزاجر | 922     | هودونغ-تشونغهوا لبناء السفن شنغهاي | 2015          | 2016        | في مرحلة التجهيز |